# Belgische Vogelreservaten
De Belgische Vogelreservaten was een Belgische organisatie voor natuurbescherming, die in 1951 door ornithologen is opgericht. Later werd dit Belgische Natuur- en Vogelreservaten (BNVR), Natuurreservaten vzw en Natuurpunt.

## Geschiedenis
Belgische Vogelreservaten (1951-1957)
Het doel in 1951 was de aankoop van natuurgebieden, geïnspireerd door de Nederlandse zustervereniging Vereniging tot Behoud van Natuurmonumenten in Nederland.
Belgische Natuur- en Vogelreservaten (1957-1987)
In 1957 werd de naam omgevormd tot Belgische Natuur- en Vogelreservaten (BNVR).
In 1965 was de vereniging gegroeid tot een ledenaantal van 5000. In dat jaar werd ook het Centrum voor Natuureducatie opgericht. Daarna groeide de vereniging gestaag verder wat betreft activiteiten en omvang, met name na het natuurbeschermingsjaar 1972. Pas in de jaren tachtig konden met behulp van overheidssubsidies natuurgebieden worden aangekocht.
Natuurreservaten (1987-2001)
Nadat natuurbehoud onder de gewesten kwam te vallen, werd de BNVR gesplitst in Natuurreservaten in Vlaanderen en Réserves Naturelles in Wallonië en het Duitstalige gewest. Op 11 mei 1987 werd Natuurreservaten vzw opgericht.
Natuurpunt (2001-heden)
In 2001 ontstond de organisatie Natuurpunt, een fusie van Natuurreservaten en De Wielewaal en enkele kleinere natuurorganisaties.